# Kalundborg Amt
Kalundborg Amt blev oprettet i 1662 af det tidligere Kalundborg Len. Amtet bestod af herrederne 
- Ars
- Samsø
- Skippinge

Øen Sejerø hørte dog til Dragsholm Amt.
Amtet blev nedlagt ved reformen af 1793, hvorefter hele området indgik i Holbæk Amt.

## Amtmænd
- 1662 – 1664: Henrik Müller
- 1727 – 1751: Frederik Adeler
- 1751 – 1768: Joachim Hartwig Johann von Barner
- 1768 – 1770: Eiler Christopher Ahlefeldt
- 1770 – 1771: Carl Adolph Rantzau
- 1771 – 1783: Bartholomæus de Cederfeld
- 1783 – 1804: Michael Herman Løvenskiold